# 特賴波德島
特賴波德島（英語：Tripod Island）是南極洲的島嶼，處於伊塔島西端以南，屬於帕默群島中梅爾基奧群島的一部分，在1927年由英國的研究隊命名，現時由南極條約體系管理。